# Luciana Castellina
 (janvier 2019).
Si vous disposez d'ouvrages ou d'articles de référence ou si vous connaissez des sites web de qualité traitant du thème abordé ici, merci de compléter l'article en donnant les références utiles à sa vérifiabilité et en les liant à la section « Notes et références ».
Luciana Castellina (née le 9 août 1929 à Rome) est une femme politique, journaliste et écrivaine italienne.

## Biographie
Luciana Castellina est diplômée en droit de l'Université de Rome « La Sapienza ».
Elle épouse en premières noces Alfredo Reichlin. D'abord membre du Parti communiste italien (PCI), elle le quitte en 1969 lors de la scission du groupe organisé autour de la revue Il Manifesto. Elle rejoint ensuite le Parti d'unité prolétarienne pour le communisme (PdUP). Élue à la chambre des députés en 1976, elle devient chef du groupe parlementaire que son parti forme alors avec la Démocratie prolétarienne. Elle retourne en 1984 au PCI, lors de l’absorption du PdUP par ce dernier. En 1991, elle participe à la fondation du Parti de la refondation communiste puis, en 1995, à celle du Mouvement des communistes unitaires.
Elle a été députée européenne pendant quatre législatures, de 1979 à 1994.
Très respectée par Nichi Vendola, le chef de la gauche radicale italienne, elle est désignée, au mois de janvier 2015, candidate à la présidence de la République pour briguer la succession du chef de l'État démissionnaire, Giorgio Napolitano, bien que ses chances d'être élue soient nulles. Elle recueille successivement, lors des trois premiers tours de scrutin, les voix des parlementaires de Gauche, écologie et liberté (SEL), soit 37, 34 puis 33 voix. Sa candidature est retirée lors du quatrième tour, à l'issue duquel est finalement élu le juge constitutionnel Sergio Mattarella.